# 고쿠부 신타로
고쿠부 신타로(일본어: 國分 伸太郎, 1994년 8월 31일~)는 일본의 축구 선수이다.

## 구단 경력
그는 2017년 J2리그의 오이타 트리니타에 입단했고, 2년동안 팀에서 뛰었다. 2019년 J3리그의 기라반츠 기타큐슈로 이적했다. 2019년 J3리그 우승으로 J2리그로 승격했다. 2021년 몬테디오 야마가타로 이적했다.